# David and Lisa
David and Lisa és una pel·lícula estatunidenca estrenada l'any 1962. Fou el primer film de Frank Perry, escrit en col·laboració amb la seva primera esposa Eleanor Perry, adaptació d'una novel·la de Theodore Isaac Rubin.

## Argument
Aquesta pel·lícula, nominada a dos Oscars, conta una història d'amor entre dos joves molt diferents, profundament neuròtics, atesos en una clínica psiquiàtrica innovadora. David pateix de trastorns obsessius-compulsius, Lisa del trastorn de la personalitat múltiple.

## Repartiment
- Keir Dullea: David Clemens
- Janet Margolin: Lisa Brandt
- Howard Da Silva: El Doctor Alan Swinford
- Neva Patterson: Mrs Clemens
- Richard MacMurray: Stewart Clemens
- Nancy Nutter: Maureen
- Matthew Anden: Simon
- Coni Hudak: Kate
- Jaime Sánchez: Carlos
- Janel Lee Parker: Sandra
- Karen Gorney: Josette
- Clifton James: John

## Premis i nominacions

### Nominacions
- 1962: Millor primer treball al Festival Internacional de Cinema de Venècia per Frank Perry
- 1963: Oscar al millor director per Frank Perry
- 1963: Oscar al millor guió adaptat per Eleanor Perry
- 1964: BAFTA a la millor pel·lícula
- 1964: BAFTA al millor actor per Howard Da Silva